# Oskar II. (Schweden)

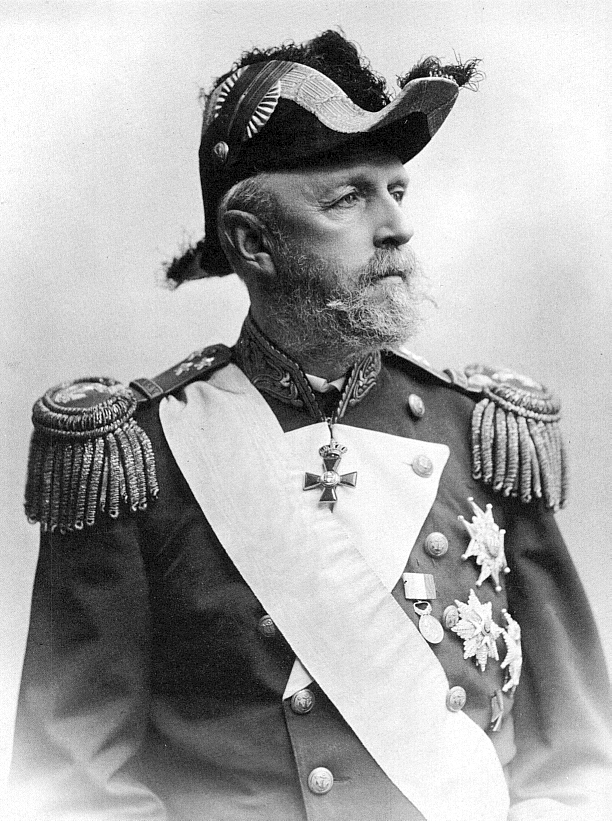
Oskar II. von Schweden und Norwegen (um 1900)

Oskar II. – gebürtig Prinz Oskar Fredrik Bernadotte von Schweden und Norwegen, Herzog von Östergötland – (* 21. Januar 1829 im Stockholmer Schloss, Stockholm; † 8. Dezember 1907 ebenda) aus dem Haus Bernadotte war von 1872 bis 1907 König von Schweden sowie von 1872 bis 1905 in Personalunion König von Norwegen.

## Leben

### Frühe Jahre

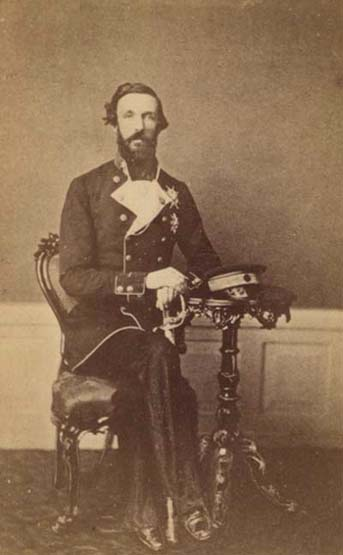
Oskar als Kronprinz

Prinz Oskar von Schweden wurde am 21. Januar 1829 als dritter von vier Söhnen des schwedischen Kronprinzen Oskar (ab 1844 Oskar I.) und dessen Gemahlin Joséphine de Beauharnais, Herzogin von Leuchtenberg im Stockholmer Schloss geboren. Per Geburt erhielt er den Titel Herzog von Östergötland. Am 28. Januar erfolgte die feierliche Taufe durch Carl von Rosenstein, den Erzbischof von Uppsala. 
Regierender schwedischer König war seit 1818 sein Großvater Karl XIV. Johann, der Begründer des Hauses Bernadotte. 
Zwischen 1833 und 1837 war der Philosophieprofessor Christopher Jacob Boström sein Prinzenerzieher, im Alter von elf Jahren trat Oskar in die schwedische Marine ein und wurde im Juli 1845 zum Leutnant ernannt. Anschließend studierte er an der Universität Uppsala. 
Am 13. Dezember 1848 wurde er zum Ehrenmitglied der Königlich Schwedischen Akademie der Wissenschaften ernannt. Durch den Tod seines älteren Bruders Prinz Franz Gustaf im Jahr 1852 rückte Oskar nun hinter Prinz Karl an die zweite Position der Thronfolge.
Sein Vater Oskar I. führte ihn in die Freimaurerloge Nordiska Första ein. Bis zu seiner Thronbesteigung war er Landes-Großmeister, dann Ordensmeister der Großloge Große Landesloge von Schweden. 1877 brachte Oskar II. den späteren König Gustav zur Freimaurerei. 1882 erschienen seine Reden, die er als Wortführender Meister der St. Eriks-Loge in Stockholm hielt. Die Freimaurerei war seiner Meinung nach ein „Boden, auf den sich der geistig Höherstehende aus allen Sonderstellungen und Kämpfen des Lebens retten kann, ein heiliges Asyl des Friedens, wo in brüderlicher Gemeinsamkeit das rein Menschliche erkannt und gelehrt wird.“

### Regierungszeit
Oskar interessierte sich besonders für Außenpolitik. Er bewunderte Deutschland und speziell Otto von Bismarck sehr und arbeitete auf einen „germanisch-skandinavisch-italienischen Verbund“ hin, dem sich auch Großbritannien anschließen könne. Eine gewisse Germanophilie war damals in Schweden verbreitet, und da die Königin eine Deutsche war, stand die regierende Familie zu mehreren deutschen Fürstenhäusern in enger Beziehung.
Nach dem Tod seines Bruders Karl XV. am 18. September 1872 folgte er ihm als Oskar II. auf den Thron. Am 12. Mai 1873 wurde er in der Storkyrkan in Stockholm zum König von Schweden und am 18. Juli 1873 im Nidarosdom in Trondheim zum König von Norwegen gekrönt.
Während seiner Regierungszeit ging es Oskar darum, das Ansehen des Königtums wiederzugewinnen, das in der Zeit seines Bruders gelitten hatte. Dies gelang nur zum Teil. Die größte Frage, die auf ihre Lösung wartete, war die Frage des Wahlrechts. Zu dieser Zeit gab es nach der Wahl von 1896 mit Hjalmar Branting den ersten Sozialdemokraten im Reichstag. Während seiner dreißigjährigen Regierungszeit wechselte Oskar II. fünfzehnmal Staatsminister, Außenminister zehnmal und nicht weniger als 112-mal Staatsräte. Außenpolitisch leitete er eine Umorientierung Schwedens weg von der traditionellen Freundschaft mit Frankreich und hin zu Deutschland ein.
Durch seine weitläufigen Verwandtschaftsbeziehungen und sein Interesse an Außenpolitik gewann Oskar II. erhebliches Gewicht als Vermittler in internationalen Fragen. In der Samoa-Krise 1889 erging seitens Großbritanniens, der Vereinigten Staaten und Deutschlands das Ersuchen an ihn, einen Obersten Richter auf den zwischen den Großmächten umstrittenen Südseeinseln einzusetzen; 1899 vermittelte er erneut in diesem Konflikt. 1897/98 bat man ihn um Hilfe und Vermittlung im Grenzkonflikt zwischen Britisch-Guayana und Venezuela, der zu eskalieren drohte, weil die USA unter Berufung auf die Monroe-Doktrin Venezuela den Rücken stärkten.

### Literarische Interessen
Oskar II. hatte, wie seine Brüder Karl XV. und Gustav, großes Interesse an Literatur und Poesie. Er wurde 1857 mit einer Silbermedaille von der Schwedischen Akademie für ein anonym eingereichtes Manuskript ausgezeichnet. Danach blieb sein Werk weniger anonym. Aber er bevorzugte es weiterhin, sich zur aktuellen politischen Debatte anonym in der Presse zu äußern; häufig unterzeichnet mit „O****“ oder „Oskar Fredrik“. Er betrachtete sich selbst seit seiner Thronbesteigung als Oberpriester der schwedischen Literatur und achtete darauf, dass Verfasser, die er mochte, reichlich mit Auszeichnungen und Beiträgen belohnt wurden. Aber der größte zeitgenössische Autor, August Strindberg, und Oskar schätzten einander wenig: Oskar dachte sehr schlecht von Strindberg wegen dessen wiederholter Kritik und dessen Hass auf die Aristokratie, und Strindberg dachte sehr schlecht vom Establishment im Allgemeinen. Oskar wütete gegen fast alles, was Strindberg schrieb, beispielsweise Röda rummet (1879), Det nya riket (1882) und Giftas (1884).

### Auflösung der Union
Das einschneidendste Ereignis von Oskars Regierungszeit war die Auflösung der Union mit Norwegen im Jahr 1905. Dies lag nicht im Interesse des Königs, der im Laufe der langen Krise mehrfach den Deutschen Kaiser Wilhelm II. um Rat bat. Oskar war Taufpate von Wilhelms Sohn Prinz Oskar und beide Monarchen pflegten einen vertrauten Umgang. Der Deutsche Kaiser riet zur Waffengewalt gegen die norwegische Unabhängigkeitsbewegung, doch der schwedische König konnte sich zu einem solchen Vorgehen nicht durchringen. Das Angebot der norwegischen Ministerpräsidenten Christian Michelsen, nach der Absetzung Oskars einen jüngeren Bernadotte-Prinzen zum norwegischen König zu wählen, lehnte er als Beleidigung ab.
In seinen Memoiren schrieb er später, dass er unter dem Unionsbruch sehr gelitten habe. 

### Ende
In der Folgezeit verschlechterte sich seine Gesundheit. 1906 und 1907 nahm sein Redevermögen merkbar ab, die Diagnose lautete zunächst Arterienverkalkung im Sprachzentrum. Zudem litt Oskar unter Prostatabeschwerden und chronischer Müdigkeit. Am Morgen des 8. Dezembers 1907 starb er still im Alter von 78 Jahren. Er liegt in der Stockholmer Riddarholmskyrka begraben.

## Ehe und Nachkommen

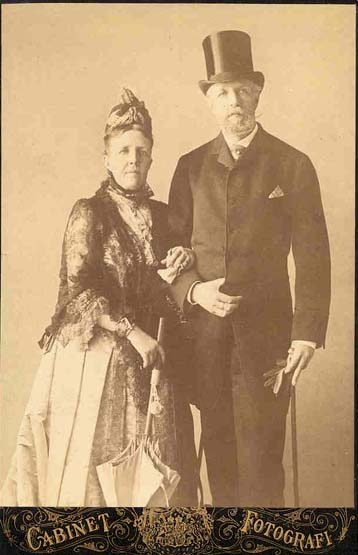
Sophia und Oskar II.

Auf Schloss Biebrich heiratete Oskar am 6. Juni 1857 Sophia von Nassau, jüngste Tochter des deutschen Herzogs Wilhelm I. von Nassau und dessen zweiter Ehefrau Pauline von Württemberg. 
Aus der Ehe gingen vier Söhne hervor: 
- Gustav V. (* 16. Juni 1858; † 29. Oktober 1950); Herzog von Värmland, als Gustav V. König von Schweden ⚭ Viktoria von Baden
- Oskar Karl August Bernadotte von Wisborg (* 15. November 1859; † 4. Oktober 1953); Prinz von Schweden und Norwegen, Herzog von Gotland; nach dem Austritt aus dem Königshaus im Jahre 1888 Prinz Bernadotte (schwedischer Titel, nur auf Lebenszeit), von 1892 auch mit dem luxemburgischen agnatischen Titel Graf von Wisborg ⚭ Ebba Munck af Fulkila
- Oskar Carl Wilhelm (* 27. Februar 1861; † 24. Oktober 1951); Herzog von Västergötland ⚭ Ingeborg von Dänemark
- Eugen Napoleon Nikolaus (* 1. August 1865; † 17. August 1947); Herzog von Närke

## Vorfahren
|  |                                                     |  |  |  |  |  |  |  |  |  |  |  |  |
|  | Henri Bernadotte (1711–1780)                        |  |  |  |  |  |  |  |  |  |  |  |  |
|  |                                                     |  |  |  |  |  |  |  |  |  |  |  |  |
|  |                                                     |  |  |  |  |  |  |  |  |  |  |  |  |
|  | Karl XIV. Johann König von Schweden (1763–1844)     |  |  |  |  |  |  |  |  |  |  |  |  |
|  |                                                     |  |  |  |  |  |  |  |  |  |  |  |  |
|  |                                                     |  |  |  |  |  |  |  |  |  |  |  |  |
|  | Jeanne de Saint Vincent (1728–1809)                 |  |  |  |  |  |  |  |  |  |  |  |  |
|  |                                                     |  |  |  |  |  |  |  |  |  |  |  |  |
|  |                                                     |  |  |  |  |  |  |  |  |  |  |  |  |
|  | Oskar I. König von Schweden (1799–1859)             |  |  |  |  |  |  |  |  |  |  |  |  |
|  |                                                     |  |  |  |  |  |  |  |  |  |  |  |  |
|  |                                                     |  |  |  |  |  |  |  |  |  |  |  |  |
|  | François Clary (1725–1797)                          |  |  |  |  |  |  |  |  |  |  |  |  |
|  |                                                     |  |  |  |  |  |  |  |  |  |  |  |  |
|  |                                                     |  |  |  |  |  |  |  |  |  |  |  |  |
|  | Désirée Clary (1777–1860)                           |  |  |  |  |  |  |  |  |  |  |  |  |
|  |                                                     |  |  |  |  |  |  |  |  |  |  |  |  |
|  |                                                     |  |  |  |  |  |  |  |  |  |  |  |  |
|  | Françoise-Rose Somis (1737–1815)                    |  |  |  |  |  |  |  |  |  |  |  |  |
|  |                                                     |  |  |  |  |  |  |  |  |  |  |  |  |
|  |                                                     |  |  |  |  |  |  |  |  |  |  |  |  |
|  | Oskar II. König von Schweden                        |  |  |  |  |  |  |  |  |  |  |  |  |
|  |                                                     |  |  |  |  |  |  |  |  |  |  |  |  |
|  |                                                     |  |  |  |  |  |  |  |  |  |  |  |  |
|  | Alexandre de Beauharnais (1760–1794)                |  |  |  |  |  |  |  |  |  |  |  |  |
|  |                                                     |  |  |  |  |  |  |  |  |  |  |  |  |
|  |                                                     |  |  |  |  |  |  |  |  |  |  |  |  |
|  | Eugène de Beauharnais (1781–1824)                   |  |  |  |  |  |  |  |  |  |  |  |  |
|  |                                                     |  |  |  |  |  |  |  |  |  |  |  |  |
|  |                                                     |  |  |  |  |  |  |  |  |  |  |  |  |
|  | Joséphine de Beauharnais (1763–1814)                |  |  |  |  |  |  |  |  |  |  |  |  |
|  |                                                     |  |  |  |  |  |  |  |  |  |  |  |  |
|  |                                                     |  |  |  |  |  |  |  |  |  |  |  |  |
|  | Joséphine de Beauharnais jr. (1807–1876)            |  |  |  |  |  |  |  |  |  |  |  |  |
|  |                                                     |  |  |  |  |  |  |  |  |  |  |  |  |
|  |                                                     |  |  |  |  |  |  |  |  |  |  |  |  |
|  | Maximilian I. Joseph König von Bayern (1756–1825)   |  |  |  |  |  |  |  |  |  |  |  |  |
|  |                                                     |  |  |  |  |  |  |  |  |  |  |  |  |
|  |                                                     |  |  |  |  |  |  |  |  |  |  |  |  |
|  | Auguste von Bayern (1788–1851)                      |  |  |  |  |  |  |  |  |  |  |  |  |
|  |                                                     |  |  |  |  |  |  |  |  |  |  |  |  |
|  |                                                     |  |  |  |  |  |  |  |  |  |  |  |  |
|  | Auguste Wilhelmine von Hessen-Darmstadt (1765–1796) |  |  |  |  |  |  |  |  |  |  |  |  |
|  |                                                     |  |  |  |  |  |  |  |  |  |  |  |  |
|  |                                                     |  |  |  |  |  |  |  |  |  |  |  |  |

## Galerie

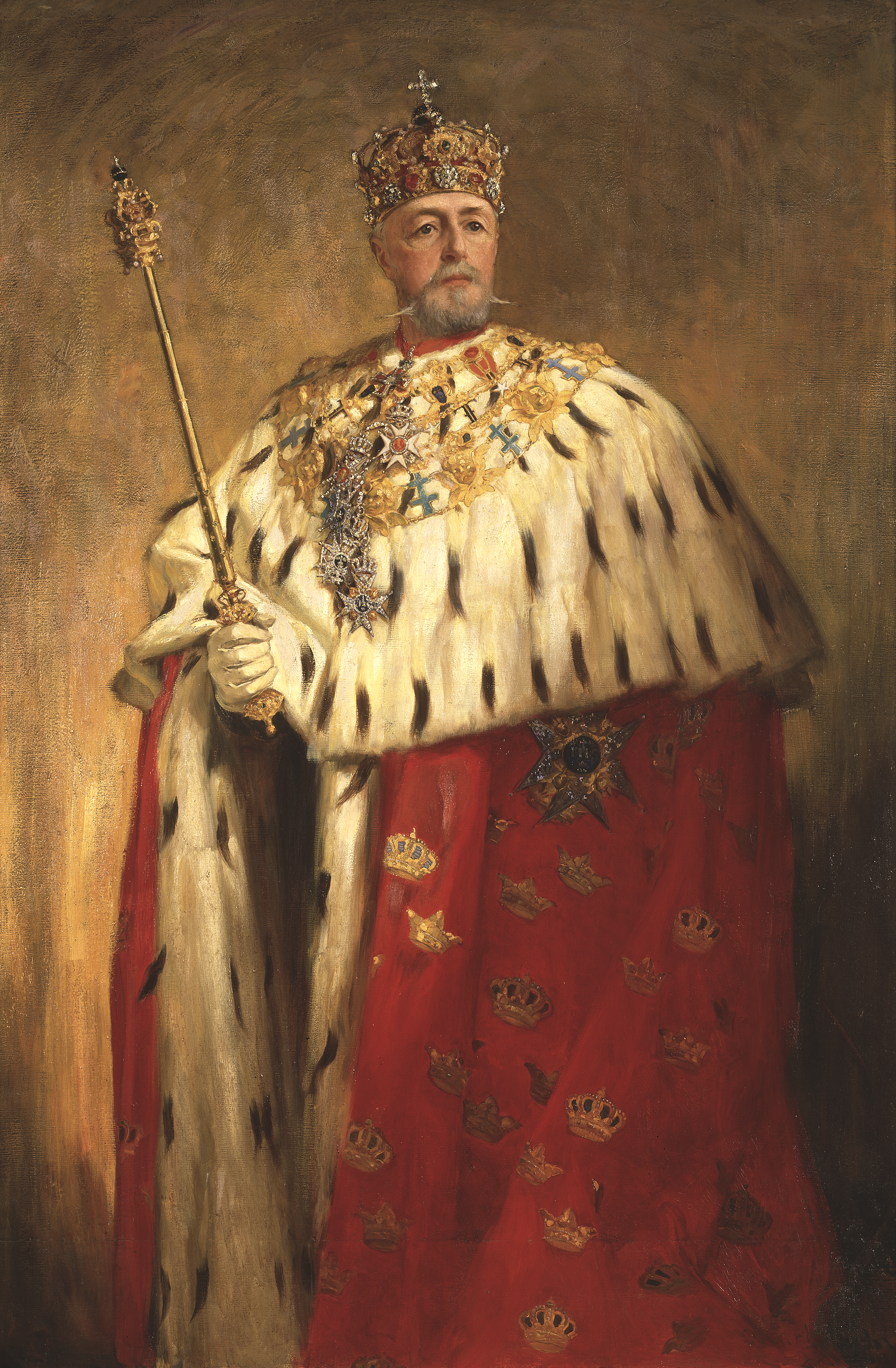
Porträtgemälde von Oscar Björck
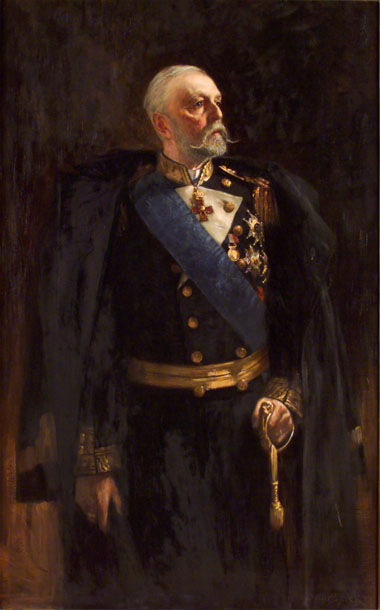
Porträtgemälde von Oskar Björck (1893)
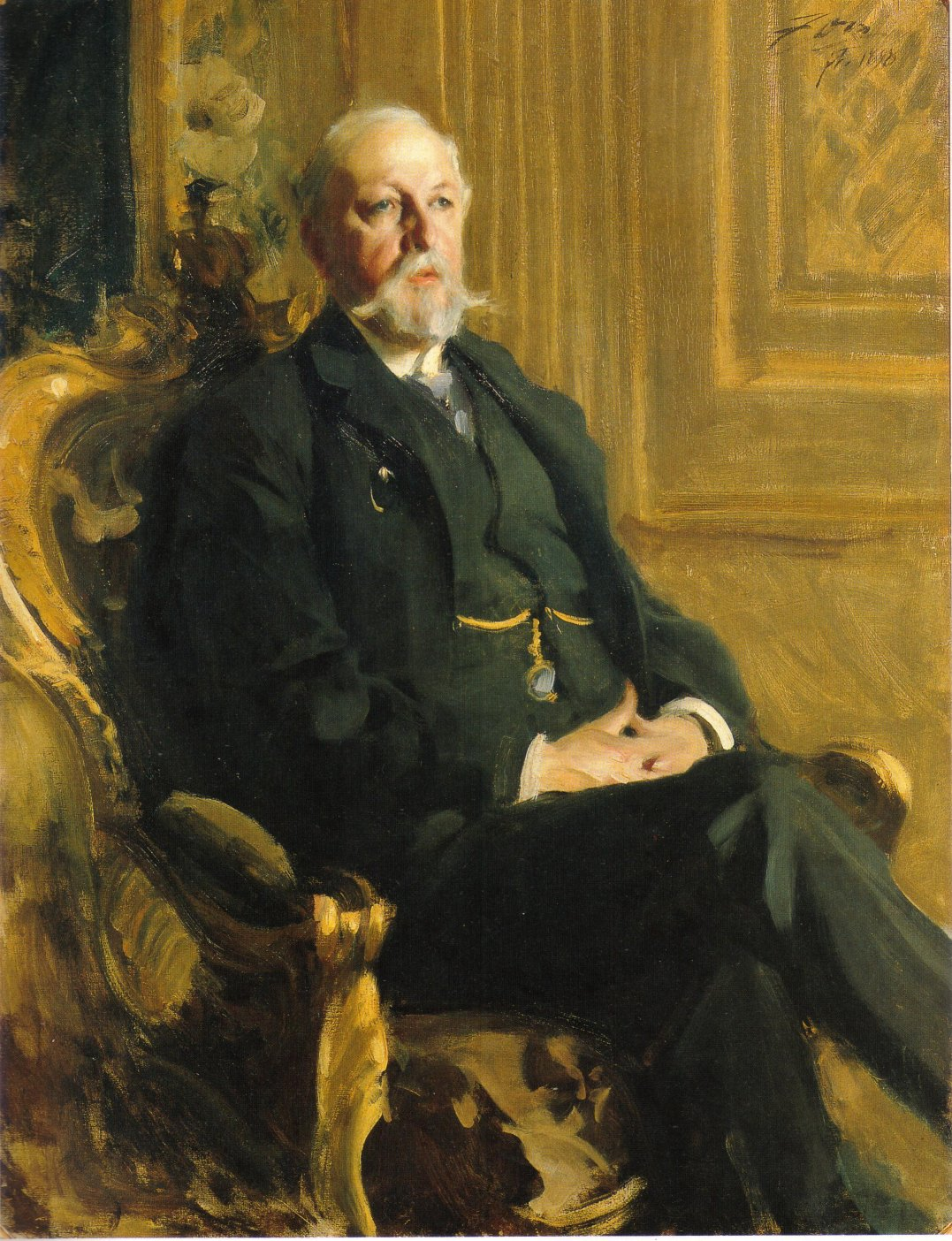
Porträtgemälde von Anders Zorn (1898)
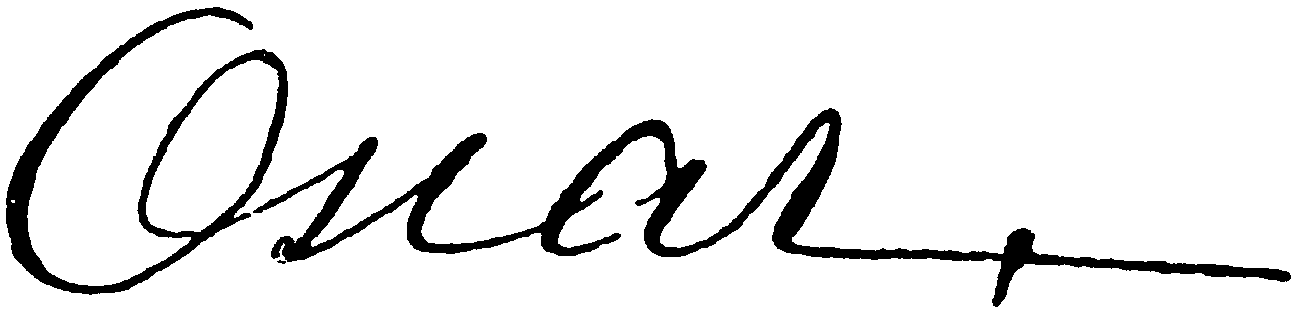
Unterschrift Oskars II.
Monogramm